# Gustaf de Vylder

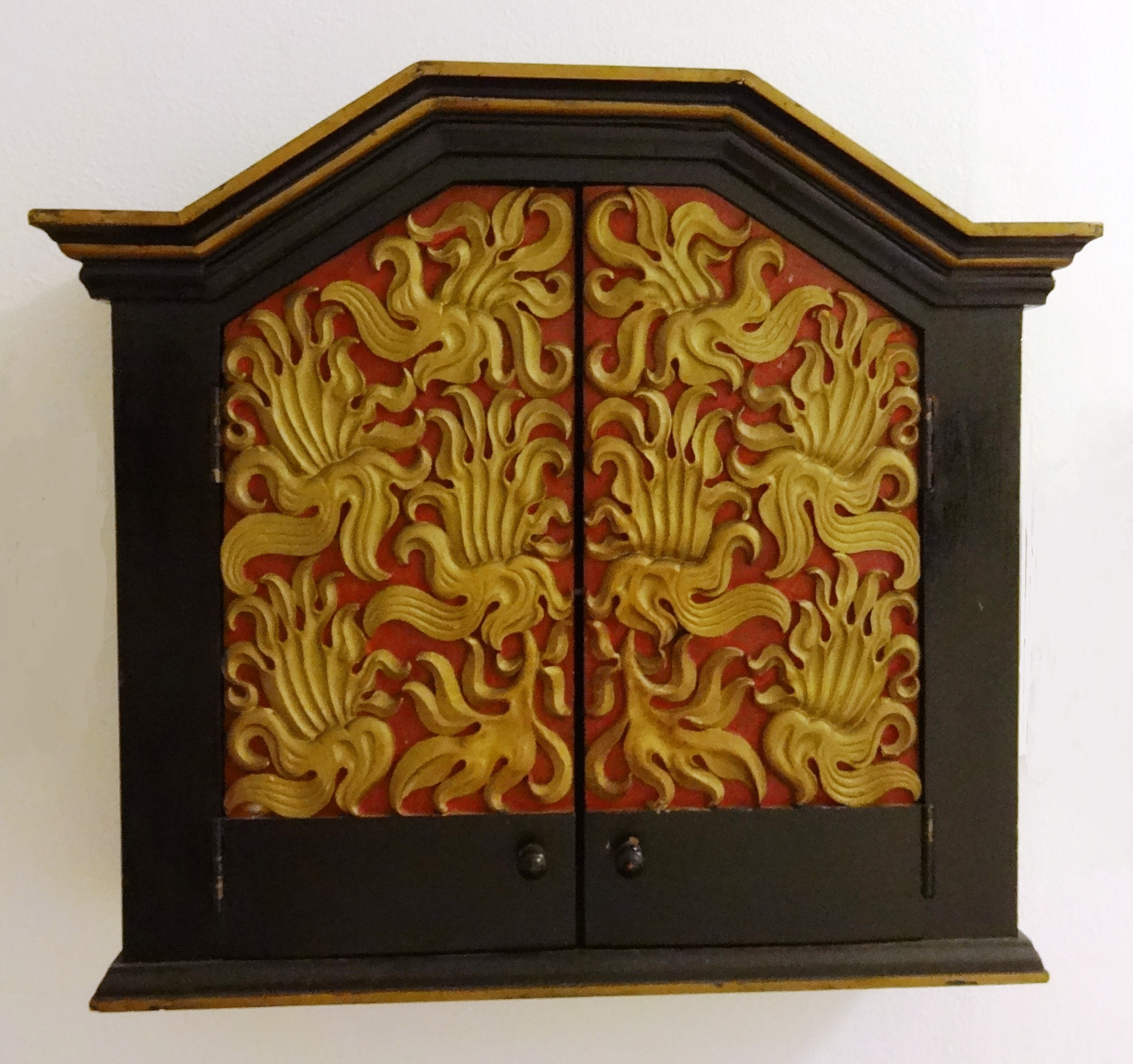
Litet väggskåp i barockstil tillverkat av Gustaf de Vylder

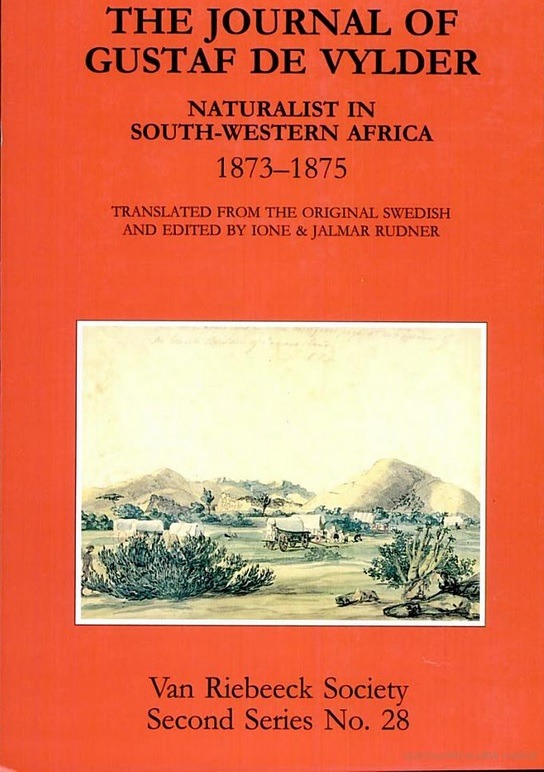
Gustaf de Vylder's dagbok från hans resa 1873-1875

Adolf Gustaf Magnus de Vylder, född 14 december 1827 i  Hedvigs församling i Norrköping, död 30 juni 1908 i Nottebäck, var en svensk forskningsresande, författare, konstnär och xylograf. De Vylder dog ogift och fick inga egna barn, men 1874 tog han till sig en liten pojke från Kalahari, som han gav namnet Joseph de Vylder.
Gustaf de Vylder var son till språkläraren Carl Louis de Vylder och Maria Christina Ahlborg och bror till Louis de Vylder och Maria Ribbing.
De Vylder avlade lantmätarelevexamen men lämnade denna verksamhet 1844 för att arbeta med xylografi. Fram till 1871 var han verksam som xylograf vid bland annat Norstedt & Söner och Bonniers förlag. Förutom naturvetenskapliga arbeten medverkade han i illustreringen av kalendern Svea och veckotidningen Svenska arbetaren. Som författare skrev han några lustspel och barnböckerna Djurpanorama och Den lille Aesopus 1859 som han illustrerade med kolorerade träsnitt. Som forskningsresande bedrev han naturvetenskapliga studier särskilt i entomologi. Han kunde med hjälp av statsunderstöd resa till Sydamerika och Afrika 1871–1875, han företog ytterligare en resa till Afrika 1879-1887. Föremålen och insekterna han hemförde tillföll delvis Naturhistoriska riksmuseet.
De Vylder är representerad vid Kungliga biblioteket med tre träsnittsporträtt ur Tartuffe.
De Vylders far Carl Louis de Vylder som invandrade från Belgien under napoleonkrigen utgav en Kort underättelse om sättet att måla orientaliskt snabbmåleri i Norrköping 1843. I förordet garanterar han att med 8 timmars undervisning och detta sammandrag, kan äfen den i ritning och målning helt oerfarne verkställa målningar på både papper, träd siden, sammet, stramalj, marmor och alabaster.